# Augyles hispidulus
Augyles hispidulus (лат.) — вид из семейства жуков-пилоусов. Палеарктика.

## Описание
Длина тела имаго 3—3,5 мм. Надкрылья в крупных точках и в беловатых прилегающих волосках. Встречается в Западной Европе, Европейской части России, Передней Азии (Турция, Ирак, Израиль, Иран), Средней Азии (Туркмения, Узбекистан).